# Jameson (Missouri)
Pour les articles homonymes, voir Jameson.
Jameson est un village du comté de Daviess, dans le Missouri, aux États-Unis,. Situé au centre du comté, il est fondé vers 1890 et incorporé en 1876. La localité s'appelait initialement Feurt Summit et elle est rebaptisée, sous son nom actuel, lors de sa fondation en 1871.

## Démographie
Lors du recensement de 2010, le village comptait une population de 133 habitants. Elle est estimée, en 2016, à 130 habitants.

## Source de la traduction
- (en) Cet article est partiellement ou en totalité issu de l’article de Wikipédia en anglais intitulé « Jameson, Missouri » (voir la liste des auteurs).